# Перетягивание каната
Перетя́гивание кана́та — вид спорта, в котором две команды путём физической тяги и определённой тактики действий перемещают друг друга до победной отметки. В прошлом — мужской олимпийский вид спорта, ныне — официальный вид спорта Всемирных игр.
Выражение «перетягивание каната» иногда используется метафорически, для описания ситуации затяжного противостояния, когда стороны меряются силой в той или иной области и не имеют явного перевеса.

## Регламент
Восемь участников каждой из команд, чей общий вес не должен превышать максимального для данной весовой категории, располагаются у разных концов каната, окружность которого от 10 до 12,5 см, а длина — не менее 33,5 метров. Посередине каната делается «центральная отметка», а также две боковых отметки на расстоянии 4 метров от неё. Перед началом состязания команды встают таким образом, чтобы центральная отметка находилась над проведённой на земле чертой. По сигналу судьи обе команды начинают тянуть канат, стараясь достичь того, чтобы либо ближайшая к соперникам отметка пересекла черту на земле (то есть пытаясь перетянуть канат на 4 метра), либо чтобы противоположная команда заработала фол, который засчитывается, если кто-либо из команды сядет или упадёт.
Проводятся также соревнования по правилам, отличающимся от традиционных.Например, канат, использующийся на состязаниях, проходящих во время фестиваля в южнокорейской провинции Кёнсан-Намдо, имеет длину в 251 метр, около 1,4 метра в диаметре и весит 54,5 тонны.

## Безопасность
Разорвавшийся канат может нанести травмы, ведущие к серьёзным последствиям, вплоть до ампутации конечностей. Поэтому нельзя переоценивать прочность каната — так, толстая хозяйственная верёвка, рассчитанная на 250 кг нагрузки, позволяет соревноваться максимум пятерым с каждой стороны. И, разумеется, запрещено наматывать канат на руку. Для перетягивания изготавливаются специальные канаты.

## Соревнования

### Соревнования в программе Олимпийских игр

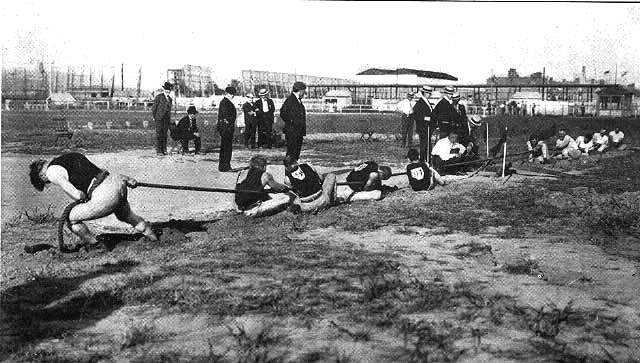
Соревнование по перетягиванию каната на летних Олимпийских играх 1904 года

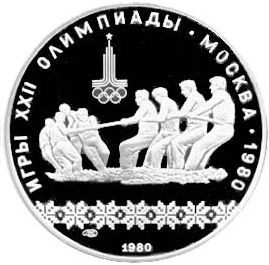
Перетягивание каната на серебряной монете СССР номиналом 10 рублей, выпущенной к Олимпиаде-80

В программу Олимпийских игр 1900—1920 годов перетягивание каната входило как дисциплина лёгкой атлетики (на Играх 1912 года, согласно официальному отчёту, фигурировало как самостоятельный вид спорта), однако в настоящее время МОК на всех Играх учитывает перетягивание каната как отдельный вид спорта. Победителями Игр были:
- 1900 — смешанная команда Швеции и Дании;
- 1904 — команда Атлетического клуба Милуоки (США);
- 1908 — команда полиции Лондона (Великобритания);
- 1912 — команда полиции Стокгольма (Швеция);
- 1920 — сборная Великобритании.

### Современные соревнования
Международная федерация перетягивания каната (англ. Tug of War International Federation, TWIF) образована в 1960 году; в настоящее время в неё входит 51 национальная федерация. TWIF признана Международным олимпийским комитетом.
Перетягивание каната входит в программу Всемирных игр с момента их основания, с 1981 года, причём на первых Всемирных играх первым спортивным событием стали именно соревнования по перетягиванию каната. Ежегодно проводятся чемпионаты мира среди национальных сборных — отдельно на открытом воздухе и в закрытых помещениях. Проводятся соревнования и среди клубов.
Во многих странах есть клубы любителей этого вида спорта, как женские, так и мужские. В России их объединяет Всероссийская федерация перетягивания каната, которая 7 мая 2005 года стала полноправным членом Международной федерации перетягивания каната. 28 марта 2007 года был подписан приказ Росспорта № 157 о введении вида спорта «перетягивание каната» в перечень официально признанных видов спорта.

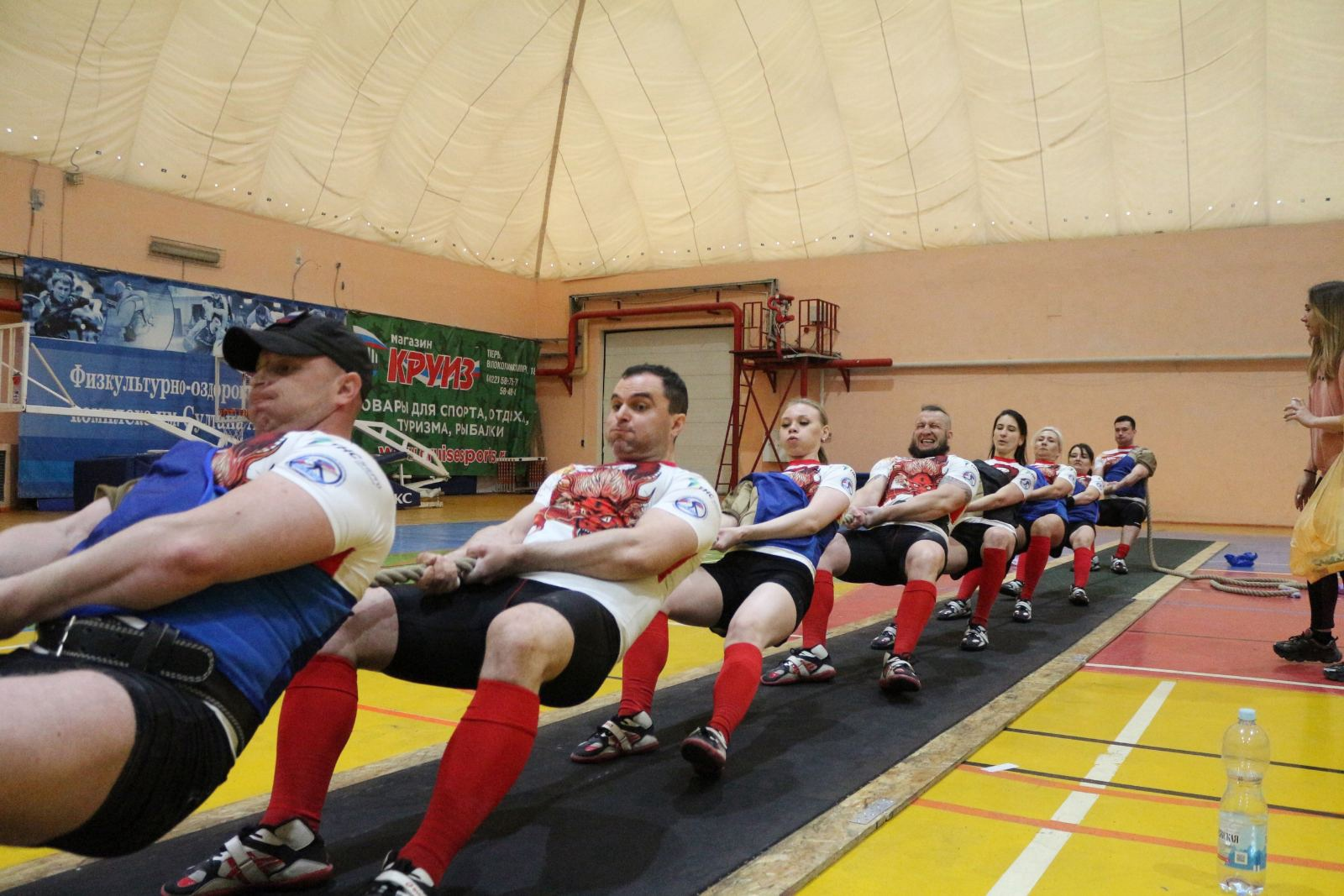

Первый чемпионат России по перетягиванию каната прошёл в 2017 году в Санкт-Петербурге. С тех пор чемпионаты России проводятся ежегодно.

### Перетягивание каната в регионах России
Спортивный клуб «Валдай» в Твери — основоположник данного вида спорта в регионе с 2018 года. Первый раз они выступили на Кубке России в Пензе, где команда пензенской области завоевала две золотые и одну серебряную медали. Спортсмены клуба являются двукратными чемпионами России и теперь входят в сборную команду Российской Федерации по перетягиванию каната вместе с командами Пензы и Санкт-Петербурга.